# Bluf (poker)

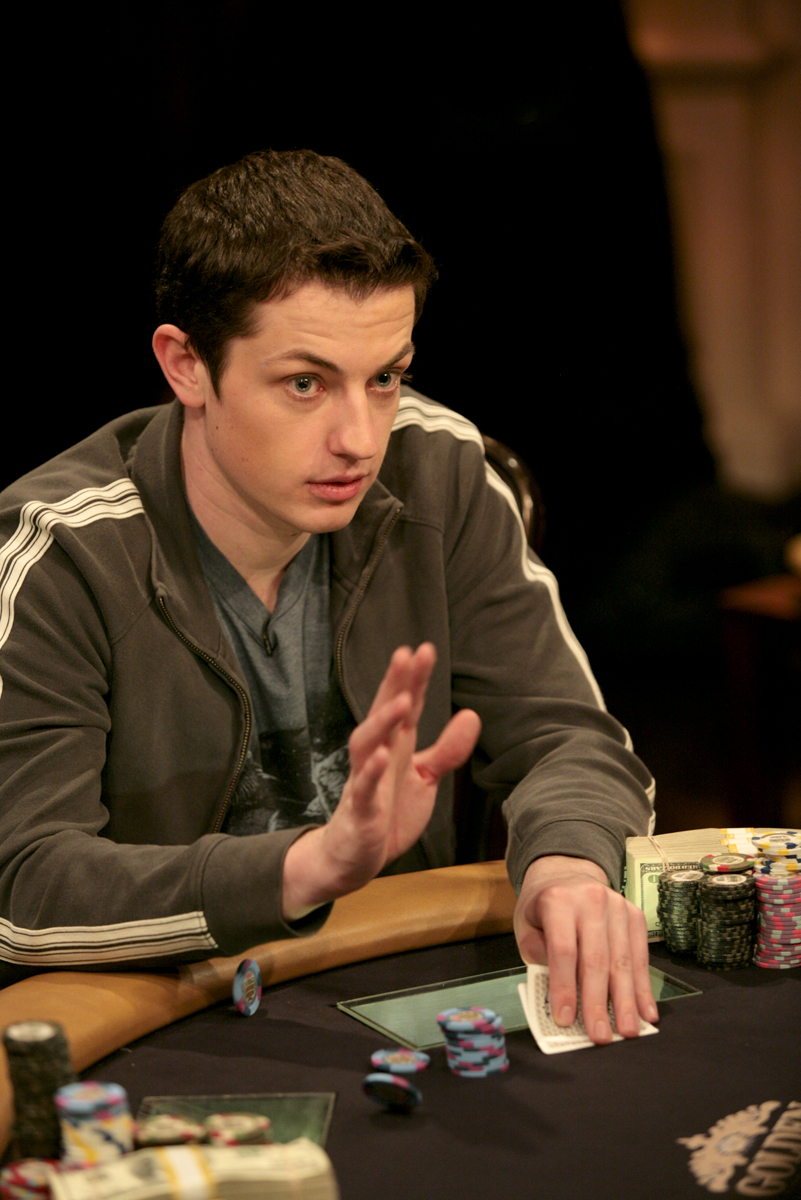
Tom Dwan is een pokerspeler die bekend staat om het maken van grote blufs.

Een bluf in poker is een bet of een raise met kaarten die waarschijnlijk niet de beste hand zijn. Het doel van een bluf is om een tegenstander te laten folden. Daarmee verschilt een bluf van een zogeheten value bet, die als doel heeft de tegenstander te laten betalen (callen). Het tegenovergestelde van de bluf is de slowplay.
Bluffen is een vorm van deceptie omdat iemand een hand agressief speelt om daarmee de indruk te wekken over een sterkere hand te beschikken dat hij daadwerkelijk heeft. Ook andere spellen dan poker kunnen een bluf-element hebben.

## Type blufs
Er kunnen twee verschillende soorten blufs worden onderscheiden.  
- Pure bluf of stone cold bluff – Een pure bluf is een bet of raise met een inferieure hand die geen enkele kans maakt om nog te verbeteren. De enige mogelijkheid om de pot te winnen is door te tegenstander te laten folden.

- Semi-bluf – Een semi-bluf is een bet of raise met een hand die nog kansen heeft om te verbeteren. Semi-blufs worden bijvoorbeeld gedaan met overkaarten, flush- of straight draws. De speler die een semi-bluf maakt kan de hand winnen door hetzij zijn tegenstanders te laten folden, hetzij zijn hand te verbeteren. Een semi-bluf is alleen mogelijk op de flop of op de turn.

### Blufs in specifieke spelsituaties
In Harrington on Hold’em beschrijft Dan Harrington een aantal voorbeelden van specifieke spelsituaties waarin blufs worden toegepast. 
- Steal – Een steal is het raisen preflop met als doel de blinds op te pakken.
- Squeeze Play – Meestal gebeurt dit preflop, maar postflop komt het ook voor. Een squeeze play is een re-raise nadat een speler heeft gebet of geraised en een tweede speler heeft gecalled.
- Continuation bet bluf – Een continuation bet (ook wel c-bet genoemd) is een bet die de preflop aggressor (de speler die als laatste geraised heeft) maakt op de flop. Hij continueert als het ware zijn actie. C-bet’s zijn in veel gevallen (semi-)blufs, omdat de kans dat een speler de flop niet gehit heeft groter is dan wel.
- Back alley mugging – Het bluffen wanneer een scare card (een gevaarlijke kaart die mogelijk tot de winnende combinatie leidt) valt op de turn of river.
- Post-oak bluff – Voor het eerste beschreven door Doyle Brunson in zijn boek Super System. Een post-oak bluff is een kleine bet in een relatief grote pot. In feite behelst de post-oak bluff omgekeerde psychologie (reversed psychology). Omdat de bet zo klein is, denkt de tegenstander dat de bettende speler graag afbetaald wil worden. Daarom besluit hij te folden.
- Check-raise bluf – Een check-raise houdt in dat de speler die uit positie zit als eerst checkt, om vervolgens nadat zijn tegenstander inzet, te raisen. Omdat dit gezien wordt als een hele sterke zet wordt dit soms ook gebruikt als bluf.

Andere soorten blufs die niet door Harrington worden genoemd:
- Stab – Betten in een pot waarin ogenschijnlijk niemand geïnteresseerd is, met de bedoeling om de pot zonder weerstand te winnen.[1] Vergelijkbaar met een steal, maar dan postflop.
- Triple Barrel Bluff – Het bluffen op zowel de flop, turn als river.[2]

## Blufs en tells
Het maken van blufs is niet zonder risico. Veel pokerspelers zullen zich bij bluffen anders gedragen dan wanneer ze een goede hand hebben en daardoor onbewust tells afgeven.